# Los porretas
Los porretas va ser una radionovel·la humorística diària que es va emetre a través de la Cadena SER de dilluns a divendres a partir del 5 de gener de 1976 i va deixar d'emetre's el 29 de juny de 1988.

## Història
Va ser un dels últims exemples del gènere del serial radiofònic que havia enlluernat als oïdors espanyols durant les dècades dels cinquanta i seixanta. El serial va néixer de la ment del guionista Eduardo Vázquez, qui vint anys enrere havia creat una altra de les radionovel·les més emblemàtiques de la història de la ràdio a Espanya Matilde, Perico y Periquín. La va dirigir José Fernando Dicenta fins a la seva mort el 1984.
Tanmateix el serial s'apartava del patró de les seves predecessores Ama Rosa, Simplemente María i tantes altres. Els drames passionals ja no resultaven del grat del públic, els gustos del qual havien anat evolucionat en els anys previs. Es va preferir, doncs, substituir el melodrama per una comèdia lleugera, que va quallar entre l'audiència i es va mantenir en les ones durant més de dotze anys.
A mitjan 90 durant uns mesos va haver-hi una reposició a través de Cadena Dial, emissora pertanyent a la Cadena SER. Des de 2017 també és disponible en format podcast.

## Argument
Per espai de deu minuts, es narrava la vida quotidiana dels Porretas, una família de classe mitjana espanyola, al capdavant de la qual se situava el patriarca, Segismundo Porretas, que als seus 80 anys és un autèntic vividor i no perd ocasió per a freqüentar el Casino del Buen Jubilado. Al llarg de cada episodi es desgranen també les no sempre fàcils relacions de Segismundo amb la seva nora Candelaria i amb els seus conflictius nets.
Un personatge habitual dels episodis era Don Honorio, amic de la família Porretas, que sempre estava presumint de la seva posició social, i de qui Avelino Porretas (fill de Segismundo, i marit de Candelaria) solia repetir la cantarella "¡Maldito miserable! ¡Me quiere humillar!".

## Repartiment
- Juana Ginzo/Matilde Conesa….. Candelaria
- José Fernando Dicenta/Fernando Alonso.....José María Escuer Avelino
- Manuel Lorenzo..... Abuelo Segismundo
- Alfonso Gallardo….. Juanito
- Matilde Vilariño….. Pepita
- Carmen Tarrazo..... Tía Luzgarda
- Jorge Sorel..... Honorio
- Paco Barrero..... Aristóteles
- José Luis Manrique..... Conserje del Casino
- María Arias..... Piluchi
- Alfonso Laguna..... Japonés
- Carlos Mendy….. Don Hermógenes
- José Enrique Camacho….. Saturnino Festón
- Marta Puy..... Rosario (Bella Chulita)
- Alfonso del Real..... Roque Cus-cus de la Ensenada

## Premis
- Premis Ondas 1978.

## Versions
En 1996, Carlos Suárez dirigí la versió cinematogràfica del serial, sota el títol Los Porretas amb Alfredo Landa en el paper de Segismundo i Miriam Díaz-Aroca en el de Candelaria, acompanyats, entre d'altres, de Manuel Alexandre, Valeriano Andrés, Queta Claver, Manuel Codeso, María Isbert, Llàtzer Escarceller i Javivi.